# Polo Carrera
Paúl Fernando Carrera Velasteguí (Quito, 11 de enero de 1945), más conocido como Polo Carrera, es un exfutbolista y entrenador ecuatoriano. Es considerado uno de los más talentosos jugadores de fútbol que ha dado el Ecuador.

## Trayectoria

### Como jugador
Jugó muchos años de su carrera en el club de sus amores: Liga de Quito. Su debut en primera se produce en 1960 con tan solo quince años de edad.
Estuvo en Liga hasta 1968. Ese mismo año, fue transferido al Peñarol de Montevideo, donde estuvo hasta 1969. Al año siguiente, pasó al Club Atlético River Plate de Uruguay. Retornó al fútbol ecuatoriano para militar en El Nacional hasta 1973. En 1974, jugó en la Universidad Católica. Volvió a Liga en 1975 para consagrarse bicampeón y dos veces semifinalista de América. En 1979, regresó a la Universidad Católica. En 1980, juega Copa Libertadores de América. Jugó para el América de Quito en 1981. Al año siguiente, regresó nuevamente a Liga para jugar la Copa Libertadores de América. En 1983, fue al Deportivo Quito. Su retiro se produjo el 6 de febrero de 1984 con la camiseta de Liga de Quito en un partido frente al Grasshopper-Club de Suiza.
Jugó como refuerzo para la Copa Libertadores de América en Deportivo Quito el año de 1965. Tuvo un paso por el Fluminense de Brasil.
Dueño de una técnica exquisita y una zurda indescifrable, se le recuerda por gloriosas tardes en las Copas Libertadores de 1975 y 1976. Autor y coautor de goles maravillosos, fue pieza clave también en otros equipos del fútbol ecuatoriano para la consecución de títulos (El Nacional en 1972) y clasificaciones para la Copa Libertadores de América (Universidad Católica en 1979).
Fue durante mucho tiempo el goleador histórico de Liga de Quito en la Copa Libertadores con doce anotaciones hasta que fue superado por el histórico Patricio Urrutia, el cual fue campeón de América con el cuadro albo en 2008.

### Como entrenador
Luego de retirarse como jugador, inició la carrera de entrenador. Comenzó dirigiendo a Liga de Quito, en 1990, donde consiguió el título nacional luego de quince años de sequía del cuadro universitario, y lo clasificó el año siguiente para los octavos de final de la Copa Libertadores de América. En 1992 y 1993, dirigió al Espoli consiguiendo la clasificación para la Serie A. El 94 y 95, fue técnico de El Nacional y el Aucas. En 1996 y 1997, dirigió al Deportivo Quito. Tuvo un paso en 1998 por la selección ecuatoriana. En los años siguientes, volvió a dirigir al Espoli.
En los últimos años, ha dejado de lado la actividad futbolística para ingresar en la política. Durante ocho años, se desempeñó como consejero provincial de Pichincha. 
Para el resto de la temporada de 2009, ha sido nombrado como director técnico de Sociedad Deportiva Aucas.
Actualmente trabaja para el canal estatal Ecuador TV y La Radio Redonda, como periodista deportivo.

## Selección nacional
Fue internacional con la selección de fútbol de Ecuador en veinte ocasiones, marcando tres goles.

### Participaciones internacionales
- Copa América 1975
- Copa América 1983

### Participaciones en Copa América
| Copa                         | Sede          | Resultado          | Partidos | Goles |
| ---------------------------- | ------------- | ------------------ | -------- | ----- |
| Campeonato Sudamericano 1967 | Uruguay       | Ronda eliminatoria | 2        | 1     |
| Copa América 1975            | Sin sede fija | Primera fase       | 4        | 0     |
| Copa América 1983            | Sin sede fija | Primera fase       | 2        | 0     |

## Clubes

### Como futbolista
| Club                 | País    | Año       |
| -------------------- | ------- | --------- |
| Liga de Quito        | Ecuador | 1960-1967 |
| Peñarol              | Uruguay | 1968      |
| River Plate          | Uruguay | 1969      |
| El Nacional          | Ecuador | 1969-1973 |
| Universidad Católica | Ecuador | 1974      |
| Liga de Quito        | Ecuador | 1975-1978 |
| Universidad Católica | Ecuador | 1979-1980 |
| América de Quito     | Ecuador | 1981      |
| Liga de Quito        | Ecuador | 1982      |
| Deportivo Quito      | Ecuador | 1983      |
| Liga de Quito        | Ecuador | 1984      |

### Como entrenador
| Club                 | País    | Año       |
| -------------------- | ------- | --------- |
| Liga de Quito        | Ecuador | 1990-1991 |
| Espoli               | Ecuador | 1992-1993 |
| El Nacional          | Ecuador | 1994      |
| Aucas                | Ecuador | 1995      |
| Deportivo Quito      | Ecuador | 1996-1997 |
| Selección de Ecuador | Ecuador | 1998      |
| Espoli               | Ecuador | 1999      |
| Aucas                | Ecuador | 2009      |

## Palmarés

### Como jugador
| Título                 | Club          | País    | Año  |
| ---------------------- | ------------- | ------- | ---- |
| Campeonato Interandino | Liga de Quito | Ecuador | 1960 |
| Campeonato Interandino | Liga de Quito | Ecuador | 1961 |
| Campeonato Uruguayo    | Peñarol       | Uruguay | 1968 |
| Campeonato Ecuatoriano | El Nacional   | Ecuador | 1973 |
| Campeonato Ecuatoriano | Liga de Quito | Ecuador | 1975 |

Supercopa de campeones Peñarol Uruguay 1969

### Como entrenador
| Título  | Club          | País    | Año  |
| ------- | ------------- | ------- | ---- |
| Serie A | Liga de Quito | Ecuador | 1990 |
| Serie B | Espoli        | Ecuador | 1993 |